# Granjeno (Texas)
Granjeno es una ciudad ubicada en el condado de Hidalgo en el estado estadounidense de Texas. En el Censo de 2010 tenía una población de 293 habitantes y una densidad poblacional de 326,96 personas por km².
Su nombre se deriva del árbol granjeno (Celtis pallida) o spiny hackberry en inglés.

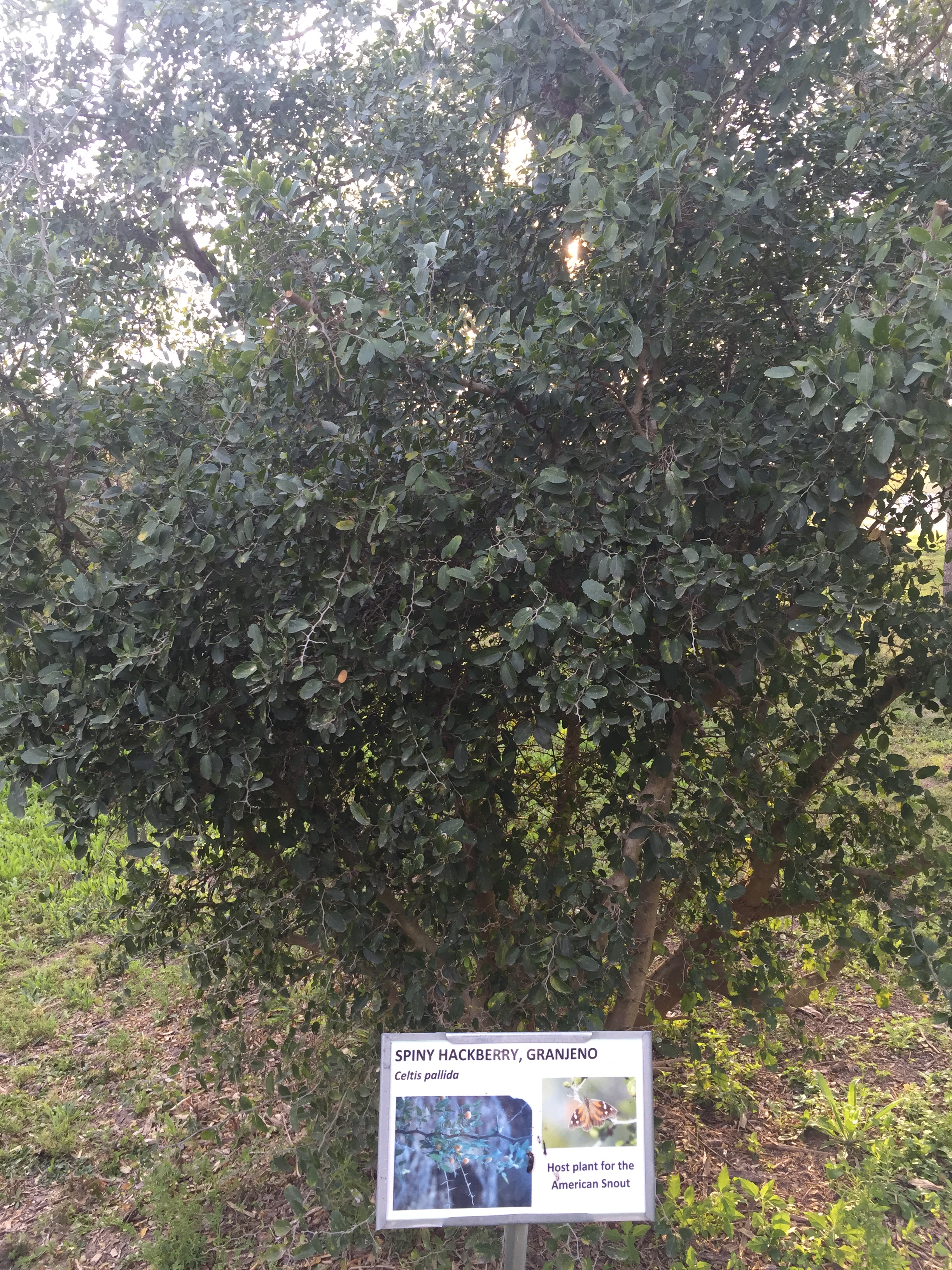
Spiny hackberry o granjeno (Celtis pallida)

## Geografía
Granjeno se encuentra ubicada en las coordenadas 26°8′15″N 98°18′11″O / 26.13750, -98.30306. Según la Oficina del Censo de los Estados Unidos, Granjeno tiene una superficie total de 0.9 km², de la cual 0.9 km² corresponden a tierra firme y 0 km² (0 %) es agua.

## Demografía
Según el censo de 2010, había 293 personas residiendo en Granjeno. La densidad de población era de 326,96 hab./km². De los 293 habitantes, Granjeno estaba compuesto por el 97.27 % blancos, el 0 % eran afroamericanos, el 0 % eran amerindios, el 0 % eran asiáticos, el 0.34 % eran isleños del Pacífico, el 2.39 % eran de otras razas y el 0 % pertenecían a dos o más razas. Del total de la población el 99.66 % eran hispanos o latinos de cualquier raza.

## Educación
El Distrito Escolar Independiente de Hidalgo gestiona las escuelas públicas que sirven a la ciudad. La Salinas Elementary School, la Ida Diaz Jr. High School y la Hidalgo Early College High School sirven a la ciudad.
Las escuelas magnet del Distrito Escolar Independiente South Texas también sirven a Granjeno.